# Zara Tindall
Zara Anne Elizabeth Tindall, MBE (født 15. maj 1981), almindeligt kendt som Zara Phillips og formelt som fru Michael Tindall, er det næstældste barnebarn af dronning Elizabeth 2. af Storbritannien og prins Philip, hertug af Edinburgh. Hun er en respekteret britisk rytter, der har været verdensmester og olympisk mester.

## Forældre
Zara Tindall er det andet barn og den eneste datter af Prinsesse Anne af Storbritannien (The Princess Royal) (født 1950) og dennes første mand kaptajn Mark Phillips (født 1948). Begge forældre tilhører eliten inden for hestesport.

## Mesterskaber
I sit professionelle liv som rytter, er hun kendt som Zara Phillips.
Hun vandt guld ved EM i Blenheim i 2005, og dette gentog sig to år senere i Rom. I 2006 vandt Zara Tindall verdensmesterskabet i Aachen i Tyskland. 
Zara Tindall blev udtaget til Sommer-OL 2008 i Beijing (Hong Kong) i 2008, men hun måtte melde afbud pga. en skade på hesten. Ved Sommer-OL 2012 i London (Greenwich Park) vandt hun sølv i holdkonkurrencen. 

## Ægteskab
Zara Tindall var det tredje af dronningens børnebørn, der giftede sig. Hun er gift med rugby-spilleren Mike Tindall (Michael James Tindall, født 1978). Brylluppet fandt sted den 30. juli 2011 i Canongate Kirk i Edinburgh i Skotland. 
Den 8. juli 2013 meddelte det britiske hof, at mr. og mrs. Tindall venter deres første barn i 2014. 

### Børn
Zara Tindall og Mike Tindall har tre børn:
- Mia Grace, født 17. januar 2014

- Lena Elizabeth, født 18. juni 2018

- Lucas Philip, født 21. marts 2021

## I arvefølgen
Ligesom sin far og sin bror står Zara Tindall udenfor det britiske kongehus. Derimod er hun (sammen med sine børn) en del af kongeslægten, og sammen med børnene indgår hun i den britiske tronfølge, hvor hun står  opført som "Mrs Michael Tindall". 

## Titler og udmærkelser
Som datter af den borgerligt fødte Mark Phillips har Zara Tindall ingen kongelige eller adelige titler.

### Titler
- 15. maj 1981 – 1. januar 2007: Miss Zara Anne Elizabeth Phillips
- 1. januar 2007 – 30. juli 2011: Miss Zara Anne Elizabeth Phillips MBE
- 30. juli 2011 – nu: Ms Zara Anne Elizabeth Phillips MBE, Mrs. Michael James Tindall

### Ordner
Efter indstilling fra regeringen har dronningen tildelt hende en orden. Dette skete som en påskønnelse for hendes indsats for ridesporten. 
- MBE: Member of the Most Excellent Order of the British Empire, 1. januar 2007